# Комарьков (Орловский район)
Комарьков — хутор в Орловском районе Ростовской области.
Входит в состав Каменно-Балковского сельского поселения.

## География
На хуторе имеется одна улица — Садовая.

## Население
| 2010 |
| ---- |
| 24   |